# 埃德斯莱本
埃德斯莱本是德国萨克森-安哈尔特州的一个市镇。总面积9.05平方公里，总人口1032人，其中男性532人，女性500人（2011年12月31日），人口密度114人/平方公里。